# Shanghai International Port Group
Shanghai International Port (Group) Co., Ltd. (SIPG) є ексклюзивним оператором усіх публічних терміналів у порту Шанхай. Також є компонентом індексу SSE 180, а також індексу CSI 300 та субіндексу CSI 100.
Її штаб-квартира розташована в SIPG Cruise City, район Хункоу, Шанхай, але зареєстрована адреса розташована в зоні вільної торгівлі Шанхаю, район Пудун, Шанхай.

## Операції за кордоном
У 2015 році SIPG виграла тендер на отримання концесії на експлуатацію нового терміналу порту Хайфа в Ізраїлі протягом 25 років, починаючи з 2021 року.

## Футбол
Компанія володіє та управляє професійним футбольним клубом Шанхай Порт. У 2018 році вони стали національними чемпіонами Китаю, вигравши 2018 рік у китайській Суперлізі.

## Інвестиції в акціонерний капітал
Shanghai International Port є одним з основних акціонерів Банку Шанхаю.
SIPG також є наріжним інвестором Поштового ощадного банку Китаю (PSBC) напередодні IPO акцій PSBC H. Станом на 31 грудня 2019 року SIPG як і раніше володіла звичайними акціями PSBC A і H прямо чи опосередковано: 16,87% усіх звичайних акцій H банку, або еквівалентно 3,89% усіх класів простих акцій, а також 0,17% A звичайні акції, або еквівалент 0,13% усіх класів простих акцій.
SIPG також співпрацює з COSCO Shipping, щоб придбати частку OOIL, материнської компанії OOCL.